# Miami Open 2025 - Qualificazioni singolare femminile
Le qualificazioni del singolare femminile del Miami Open 2025 sono un torneo di tennis preliminare per accedere alla fase finale della manifestazione disputate il 16 e 17 marzo 2025. Le vincitrici dell'ultimo turno sono entrate di diritto nel tabellone principale. In caso di ritiro di una o più giocatrici aventi diritto, a queste sono subentrate le lucky loser, ossia le giocatrici che avevano perso nell'ultimo turno ma che avevano una classifica più alta rispetto alle altre partecipanti che avevano comunque perso nel turno finale.

## Teste di serie
1. Caroline Dolehide (primo turno)
2. Irina-Camelia Begu (ultimo turno)
3. Kimberly Birrell (qualificata)
4. Zeynep Sönmez (primo turno)
5. Eva Lys (ultimo turno)
6. Jaqueline Cristian (ritirata)
7. Bernarda Pera (qualificata)
8. Sonay Kartal (ultimo turno)
9. Laura Siegemund (ultimo turno)
10. Maya Joint (ultimo turno)
11. Tatjana Maria (ultimo turno)
12. Greet Minnen (qualificata)

1. Taylor Townsend (qualificata)
2. Sara Sorribes Tormo (ultimo turno)
3. Cristina Bucșa (primo turno)
4. Anna Bondár (qualificata)
5. Olivia Gadecki (primo turno)
6. Elena-Gabriela Ruse (qualificata)
7. Robin Montgomery (ultimo turno)
8. Rebecca Marino (primo turno)
9. Daria Saville (primo turno)
10. Julija Starodubceva (qualificata)
11. Aoi Itō (qualificata)
12. Mananchaya Sawangkaew (primo turno)

## Qualificate
1. Claire Liu
2. Anna Bondár
3. Kimberly Birrell
4. Elena-Gabriela Ruse
5. Aoi Itō
6. Lucrezia Stefanini

1. Bernarda Pera
2. Taylor Townsend
3. Linda Fruhvirtová
4. Rebeka Masarova
5. Julija Starodubceva
6. Greet Minnen

## Tabellone

### Legenda
| - Q = Qualificato - WC = Wild card - LL = Lucky loser | - ALT = Alternate - SE = Special Exempt - PR = Protected Ranking | - w/o = Walkover - r = Ritirato - d = Squalificato |

### Sezione 1
|  | Primo turno | Primo turno         | Primo turno | Primo turno | Primo turno |  |  | Ultimo turno | Ultimo turno        | Ultimo turno        | Ultimo turno | Ultimo turno |  |
|  |             |                     |             |             |             |  |  |              |                     |                     |              |              |  |
|  | 1           | Caroline Dolehide   | 6           | 62          | 2           |  |  |              |                     |                     |              |              |  |
|  |             | Claire Liu          | 2           | 7           | 6           |  |  |              | Claire Liu          | Claire Liu          | 7            | 6            |  |
|  | WC          | Lilli Tagger        | 7           | 1           | 1           |  |  | 14           | Sara Sorribes Tormo | Sara Sorribes Tormo | 64           | 3            |  |
|  | 14          | Sara Sorribes Tormo | 61          | 6           | 6           |  |  |              |                     |                     |              |              |  |

### Sezione 2
|  | Primo turno | Primo turno        | Primo turno        | Primo turno | Primo turno |  |  | Ultimo turno | Ultimo turno       | Ultimo turno | Ultimo turno | Ultimo turno |  |
|  |             |                    |                    |             |             |  |  |              |                    |              |              |              |  |
|  | 2           | Irina-Camelia Begu | Irina-Camelia Begu | 6           | 6           |  |  |              |                    |              |              |              |  |
|  | WC          | Wakana Sonobe      | Wakana Sonobe      | 3           | 1           |  |  | 2            | Irina-Camelia Begu | 3            | 6            | 65           |  |
|  |             | Maddison Inglis    | 6                  | 3           | 2           |  |  | 15           | Anna Bondár        | 6            | 2            | 7            |  |
|  | 15          | Anna Bondár        | 3                  | 6           | 6           |  |  |              |                    |              |              |              |  |

### Sezione 3
|  | Primo turno | Primo turno          | Primo turno          | Primo turno | Primo turno |  |  | Ultimo turno | Ultimo turno     | Ultimo turno     | Ultimo turno | Ultimo turno |  |
|  |             |                      |                      |             |             |  |  |              |                  |                  |              |              |  |
|  | 3           | Kimberly Birrell     | Kimberly Birrell     | 6           | 6           |  |  |              |                  |                  |              |              |  |
|  |             | Aljaksandra Sasnovič | Aljaksandra Sasnovič | 4           | 3           |  |  | 3            | Kimberly Birrell | Kimberly Birrell | 6            | 6            |  |
|  |             | Harriet Dart         | 2                    | 6           | 7           |  |  |              | Harriet Dart     | Harriet Dart     | 4            | 3            |  |
|  | 21          | Daria Saville        | 6                    | 1           | 5           |  |  |              |                  |                  |              |              |  |

### Sezione 4
|  | Primo turno | Primo turno         | Primo turno | Primo turno | Primo turno |  |  | Ultimo turno | Ultimo turno        | Ultimo turno | Ultimo turno | Ultimo turno |  |
|  |             |                     |             |             |             |  |  |              |                     |              |              |              |  |
|  | 4           | Zeynep Sönmez       | 3           | 6           | 1           |  |  |              |                     |              |              |              |  |
|  |             | Ena Shibahara       | 6           | 1           | 6           |  |  |              | Ena Shibahara       | 6            | 1            | 5            |  |
|  | PR          | Mirjam Björklund    | 6           | 4           | 3           |  |  | 18           | Elena-Gabriela Ruse | 4            | 6            | 7            |  |
|  | 18          | Elena-Gabriela Ruse | 2           | 6           | 6           |  |  |              |                     |              |              |              |  |

### Sezione 5
|  | Primo turno | Primo turno     | Primo turno     | Primo turno | Primo turno |  |  | Ultimo turno | Ultimo turno | Ultimo turno | Ultimo turno | Ultimo turno |  |
|  |             |                 |                 |             |             |  |  |              |              |              |              |              |  |
|  | 5           | Eva Lys         | Eva Lys         | 7           | 6           |  |  |              |              |              |              |              |  |
|  |             | Petra Martić    | Petra Martić    | 5           | 3           |  |  | 5            | Eva Lys      | 6            | 4            | 2            |  |
|  | WC          | Ksenia Efremova | Ksenia Efremova | 2           | 3           |  |  | 23           | Aoi Itō      | 4            | 6            | 6            |  |
|  | 23          | Aoi Itō         | Aoi Itō         | 6           | 6           |  |  |              |              |              |              |              |  |

### Sezione 6
|  | Primo turno | Primo turno         | Primo turno | Primo turno | Primo turno |  |  | Ultimo turno | Ultimo turno        | Ultimo turno        | Ultimo turno | Ultimo turno |  |
|  |             |                     |             |             |             |  |  |              |                     |                     |              |              |  |
|  | Alt         | Louisa Chirico      | 4           | 0           | r           |  |  |              |                     |                     |              |              |  |
|  | PR          | Ysaline Bonaventure | 6           | 3           |             |  |  | PR           | Ysaline Bonaventure | Ysaline Bonaventure | 3            | 1            |  |
|  |             | Lucrezia Stefanini  | 6           | 1           | 6           |  |  |              | Lucrezia Stefanini  | Lucrezia Stefanini  | 6            | 6            |  |
|  | 15          | Cristina Bucșa      | 4           | 6           | 3           |  |  |              |                     |                     |              |              |  |

### Sezione 7
|  | Primo turno | Primo turno      | Primo turno      | Primo turno | Primo turno |  |  | Ultimo turno | Ultimo turno     | Ultimo turno     | Ultimo turno | Ultimo turno |  |
|  |             |                  |                  |             |             |  |  |              |                  |                  |              |              |  |
|  | 7           | Bernarda Pera    | 5                | 6           | 6           |  |  |              |                  |                  |              |              |  |
|  |             | Marina Stakusic  | 7                | 4           | 4           |  |  | 7            | Bernarda Pera    | Bernarda Pera    | 7            | 6            |  |
|  | WC          | Giorgia Pedone   | Giorgia Pedone   | 2           | 0           |  |  | 19           | Robin Montgomery | Robin Montgomery | 62           | 4            |  |
|  | 19          | Robin Montgomery | Robin Montgomery | 6           | 6           |  |  |              |                  |                  |              |              |  |

### Sezione 8
|  | Primo turno | Primo turno      | Primo turno      | Primo turno | Primo turno |  |  | Ultimo turno | Ultimo turno    | Ultimo turno | Ultimo turno | Ultimo turno |  |
|  |             |                  |                  |             |             |  |  |              |                 |              |              |              |  |
|  | 8           | Sonay Kartal     | 65               | 6           | r           |  |  |              |                 |              |              |              |  |
|  | PR          | Jodie Burrage    | 7                | 4           |             |  |  | 8            | Sonay Kartal    | 6            | 62           | 5            |  |
|  | Alt         | Carson Branstine | Carson Branstine | 2           | 4           |  |  | 13           | Taylor Townsend | 4            | 7            | 7            |  |
|  | 13          | Taylor Townsend  | Taylor Townsend  | 6           | 6           |  |  |              |                 |              |              |              |  |

### Sezione 9
|  | Primo turno | Primo turno       | Primo turno       | Primo turno | Primo turno |  |  | Ultimo turno | Ultimo turno      | Ultimo turno      | Ultimo turno | Ultimo turno |  |
|  |             |                   |                   |             |             |  |  |              |                   |                   |              |              |  |
|  | 9           | Laura Siegemund   | Laura Siegemund   | 6           | 6           |  |  |              |                   |                   |              |              |  |
|  | PR          | Ana Konjuh        | Ana Konjuh        | 2           | 3           |  |  | 9            | Laura Siegemund   | Laura Siegemund   | 1            | 2            |  |
|  | WC          | Linda Fruhvirtová | Linda Fruhvirtová | 6           | 6           |  |  | WC           | Linda Fruhvirtová | Linda Fruhvirtová | 6            | 6            |  |
|  | 20          | Rebecca Marino    | Rebecca Marino    | 3           | 3           |  |  |              |                   |                   |              |              |  |

### Sezione 10
|  | Primo turno | Primo turno           | Primo turno | Primo turno | Primo turno |  |  | Ultimo turno | Ultimo turno    | Ultimo turno    | Ultimo turno | Ultimo turno |  |
|  |             |                       |             |             |             |  |  |              |                 |                 |              |              |  |
|  | 10          | Maya Joint            | Maya Joint  | 7           | 7           |  |  |              |                 |                 |              |              |  |
|  |             | Sara Errani           | Sara Errani | 6           | 64          |  |  | 10           | Maya Joint      | Maya Joint      | 1            | 63           |  |
|  |             | Rebeka Masarova       | 3           | 6           | 6           |  |  |              | Rebeka Masarova | Rebeka Masarova | 6            | 7            |  |
|  | 24          | Mananchaya Sawangkaew | 6           | 4           | 2           |  |  |              |                 |                 |              |              |  |

### Sezione 11
|  | Primo turno | Primo turno         | Primo turno     | Primo turno | Primo turno |  |  | Ultimo turno | Ultimo turno        | Ultimo turno        | Ultimo turno | Ultimo turno |  |
|  |             |                     |                 |             |             |  |  |              |                     |                     |              |              |  |
|  | 11          | Tatjana Maria       | Tatjana Maria   | 6           | 6           |  |  |              |                     |                     |              |              |  |
|  |             | Léolia Jeanjean     | Léolia Jeanjean | 2           | 2           |  |  | 11           | Tatjana Maria       | Tatjana Maria       | 4            | 3            |  |
|  |             | Varvara Lepchenko   | 7               | 1           | 1           |  |  | 22           | Julija Starodubceva | Julija Starodubceva | 6            | 6            |  |
|  | 22          | Julija Starodubceva | 5               | 6           | 6           |  |  |              |                     |                     |              |              |  |

### Sezione 12
|  | Primo turno | Primo turno      | Primo turno      | Primo turno | Primo turno |  |  | Ultimo turno | Ultimo turno     | Ultimo turno     | Ultimo turno | Ultimo turno |  |
|  |             |                  |                  |             |             |  |  |              |                  |                  |              |              |  |
|  | 12          | Greet Minnen     | Greet Minnen     | 7           | 6           |  |  |              |                  |                  |              |              |  |
|  |             | Jule Niemeier    | Jule Niemeier    | 5           | 1           |  |  | 12           | Greet Minnen     | Greet Minnen     | 6            | 7            |  |
|  | WC          | Teodora Kostović | Teodora Kostović | 6           | 7           |  |  | WC           | Teodora Kostović | Teodora Kostović | 2            | 69           |  |
|  | 17          | Olivia Gadecki   | Olivia Gadecki   | 3           | 5           |  |  |              |                  |                  |              |              |  |